# SN 2007fu
SN 2007fu – supernowa typu Ia odkryta 13 lipca 2007 roku w galaktyce A203028-1315. W momencie odkrycia miała maksymalną jasność 19,00m.